# Ludwig Preller (Politiker)
Oskar Ludwig Preller (* 16. Februar 1897 in Burgstädt; † 29. November 1974 in Rossert) war ein deutscher Politiker (SPD). Er war von 1948 bis 1950 Minister für Arbeit, Wirtschaft und Verkehr des Landes Schleswig-Holstein sowie von 1951 bis 1957 Mitglied des Deutschen Bundestages.

## Ausbildung und Beruf

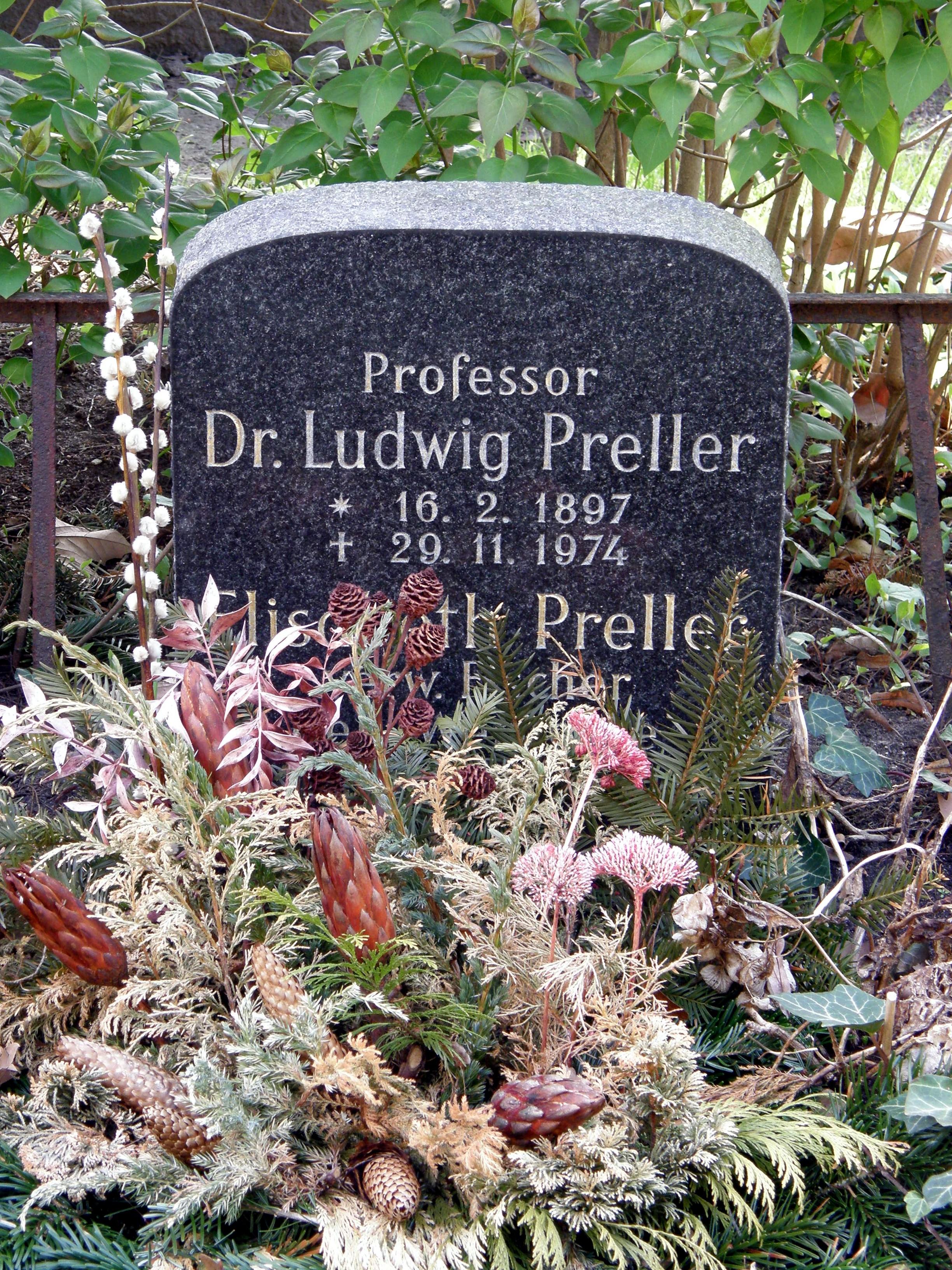
Prellers Grab auf dem Friedhof Wilmersdorf

Nach dem Abitur auf dem humanistischen Gymnasium absolvierte Preller ein Studium der Volkswirtschaftslehre, Statistik und Zeitungskunde an der Universität Leipzig, das er als Diplom-Volkswirt und 1922 mit der Promotion beendete. Ab 1926 war er Regierungsrat im Berliner Reichsarbeitsministerium und im sächsischen Arbeits- und Wohlfahrtsministerium. 1933 wurde er als „politisch unzuverlässig“ entlassen und arbeitete von 1933 bis 1935 als Redakteur der Berliner Wochenzeitschrift Blick in die Zeit. Danker und Lehmann-Himmel charakterisieren ihn in ihrer Studie über das Verhalten und die Einstellungen der Schleswig-Holsteinischen Landtagsabgeordneten und Regierungsmitglieder der Nachkriegszeit in der NS-Zeit als „oppositionell-gemeinschaftsfremd“.
Preller war nach dem Zweiten Weltkrieg an der Wiedergründung der Gesellschaft für soziale Reform, einer der einflussreichsten sozialpolitischen Institutionen im ausgehenden 19. und beginnenden 20. Jahrhundert, als Gesellschaft für sozialen Fortschritt wesentlich beteiligt und von 1949 bis 1952 deren Vorsitzender. Er gehörte dem Kuratorium des Kulturpreises des Deutschen Gewerkschaftsbundes an und war dort 1964 bis 1973 an der Nominierung der Preisträger beteiligt.
Preller war als Sozialwissenschaftler auch Honorarprofessor. Sein Buch über die Sozialpolitik in der Weimarer Republik ist immer noch ein Standardwerk zu diesem Thema.
Gemeinsam mit seiner Ehefrau Elisabeth ruht Preller auf dem Friedhof Wilmersdorf.

## Abgeordneter
Vom 7. August 1950 bis zum 13. Oktober 1950 war er Mitglied des Landtages von Schleswig-Holstein.
Am 11. März 1951 wurde er für den zum Hessischen Ministerpräsidenten gewählten Georg August Zinn in den Deutschen Bundestag nachgewählt, dem er auch von 1953 bis 1957 als direkt gewählter Abgeordneter des Wahlkreises Kassel angehörte.

## Öffentliche Ämter
Vom 6. August 1948 bis zum 5. September 1950 gehörte Preller als Minister für Arbeit, Wirtschaft und Verkehr der von Ministerpräsident Hermann Lüdemann und ab 1949 von Bruno Diekmann geführten Landesregierung des Landes Schleswig-Holstein an.

## Ehrungen
- Die Marie-Juchacz-Plakette der Arbeiterwohlfahrt wurde ihm 1969 verliehen.

## Werke
- Untersuchungen über die Statistik des redaktionellen Zeitungsinhaltes. Dissertation Universität Leipzig 1922.

- Sozialpolitik. Kernfrage des Aufbaus. 2. Aufl. Mittelbach, Stuttgart 1947.

- Sozialpolitik. Theoretische Ortung. Mohr, Tübingen 1962.

- Sozialpolitik in der Weimarer Republik, Stuttgart 1949; unveränderter Nachdruck, Düsseldorf 1978, ISBN 3-7610-7210-4.
- Praxis und Probleme der Sozialpolitik. Zwei Bände. Mohr, Tübingen 1970.